# Richard Jutras
Richard Jutras (ur. 20 grudnia 1961 w Montrealu) – kanadyjski aktor filmowy. Pierwsze kroki na scenie stawiał już w wieku 15 lat. Gdy miał 23 lata zadebiutował w filmie. Była to rola w Hotel New Hampshire.

## Filmografia
Filmy
- Hotel New Hampshire (1984) jako Leny Metz
- Szepty (2001) jako ślusarz
- Co się zdarzyło w Sleepy Hollow (1999) jako Pan Van Ecke
- Zasady walki (2000) jako Larry
- Kolęda primadonny (2000) jako Emie Hoskins
- Sekretne okno (2004) jako manager motelu
- Apartament (2004) jako manager hotelu
- Skrywane sekrety (2005) jako Ed
- Druga szansa (2010) jako Morton Dunn
- Stonewall (2015) jako Queen Tooey

Seriale TV
- Syreny (1993-1995) jako oficer Loeb (gościnnie)
- Córka maharadży (1994) jako Special Squad Cop
- Largo (2001-2003) jako James Toller (gościnnie)